# Bordes d'Àrreu
Les Bordes d'Àrreu, o Àrreu de Dalt, és un antic veïnat, ara despoblat, del terme municipal d'Alt Àneu, a la comarca del Pallars Sobirà. Fins al 1972 formava part de l'antic terme d'Isil.

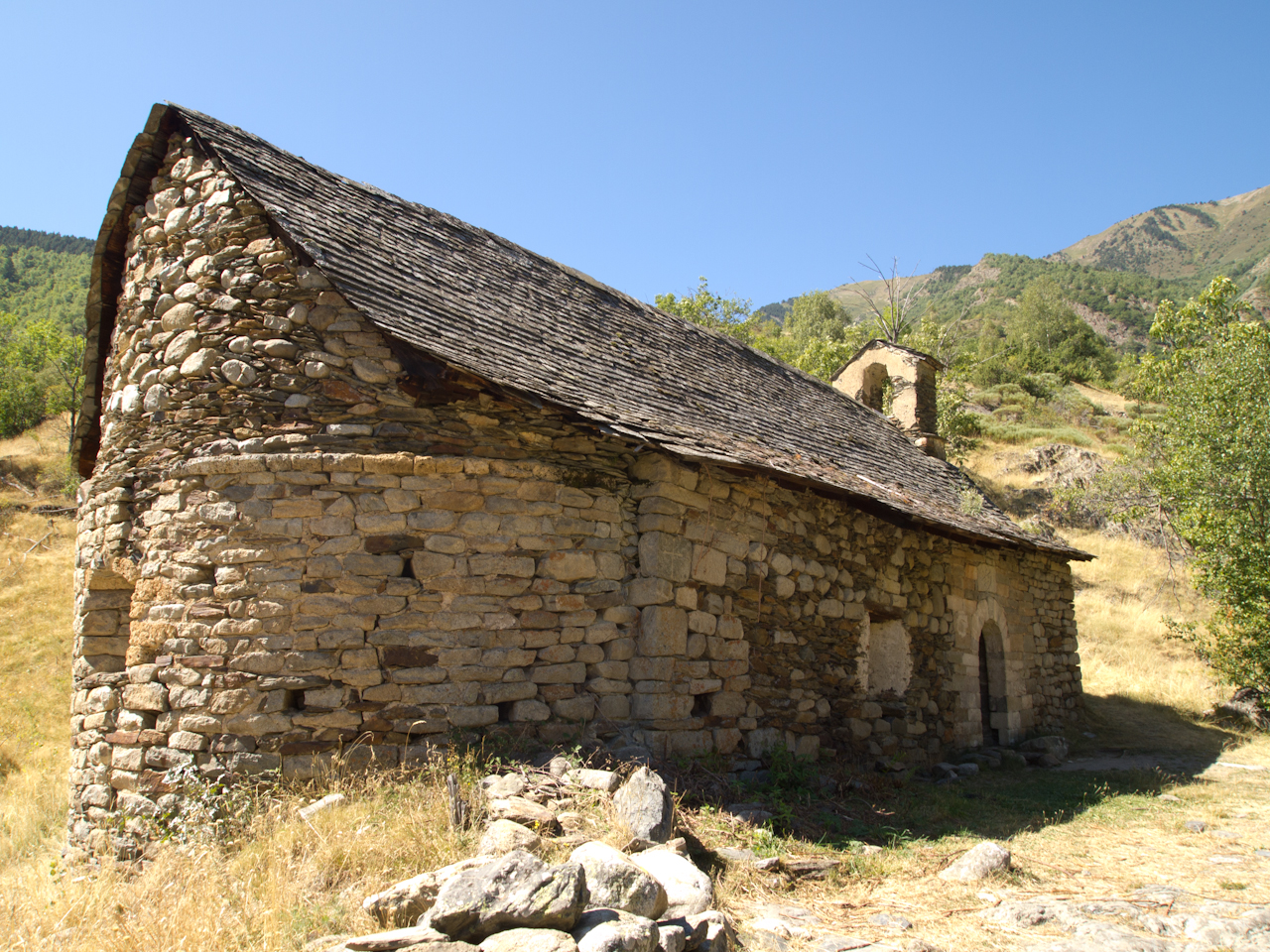
Capella de la Mare de Déu de les Neus

Està situat a la dreta de la Noguera Pallaresa, a 1.334,2 metres d'altitud, a 457 metres en línia recta a l'oest d'Àrreu, poble del qual formava part. És a prop i al nord de la capella de la Mare de Déu de les Neus d'Àrreu.
Actualment està del tot despoblat.

## Etimologia
Es tracta d'un topònim romànic modern, de caràcter descriptiu: es tracta de les bordes del poble d'Àrreu.

## Història
El 1803 es va desprendre un gran allau de neu que s'endugué les 10 cases existents i va matar 17 persones. Els supervivents se'n van anar a Àrreu Jussà, l'actual Àrreu.